# Franz Verheyen
Franz Verheyen (Frankfurt del Main, 20 de febrer de 1877 - 9 de febrer de 1955) fou un ciclista alemany. Especialitzat en el ciclisme en pista, va guanyar una medalla de plata al Campionat del món de velocitat de 1898, per darrere de l'estatunidenc George Banker.

## Palmarès
- 1898
  -  Campió d'Alemanya en Velocitat